# Náná Sáhib
Náná Sáhib (19. května 1824 - snad 24. září 1859) byl indický aristokrat a válečník, který vedl povstalce v Kánpuru během indického povstání v roce 1857. Jako adoptivní syn v exilu žijícího maráthského péšvy Bádžího Ráa II. měl Náná Sáhib za to, že má nárok na důchod od Východoindické společnosti, ale okolnosti této smlouvy jsou poněkud nejasné. Jeho vzpouru podnítilo to, že mu společnost odmítla po smrti jeho otce dál vyplácet důchod, a také panovačnost Britů. Přinutil britskou posádku v Kánpuru (Cawnpore) ke kapitulaci, pak nechal popravit zajatce, a na několik dní získal kontrolu nad regionem. Když Britové dobyli Kánpur zpátky, uprchnul roku 1859 do nepálských hor, kde pravděpodobně zemřel.
Náná Sáhib je důležitou postavou románu Zemí šelem francouzského autora Julese Vernea.